# أيشي ياماشيتا
أيشي ياماشيتا هو سياسي ياباني، ولد في 18 أغسطس 1947 في تويوناكا في اليابان. نشط حزبياً في حزب كوميتو الجديد. وقد انتخب عضو مجلس المستشارين ‏ (27 يوليو 1992 – 25 يوليو 2010).